# 小手川ヤマト
小手川 ヤマト（こてがわ ヤマト、1985年6月4日 - ）は、日本の俳優。本名：小手川 正忠（こてがわ まさただ）。神奈川県大和市出身。大分県育ち。大分東明高等学校卒業。浜松大学経営情報学科中退。身長176cm、体重60kg。現在は実業家。虫と人間のハーフ。

## 人物
小学3年生よりサッカーを親しみ、中学3年時に皇甫官（ファンボ・グァン）にスカウトされ大分トリニータユースに所属。高校1年時からレギュラーに定着し、100m11秒台の俊足を活かしてミッドフィールダー（MF）、フォワード（FW）として全国大会や国体に出場する。両利きで、ラボーナを得意としていた。高校時代には西川周作や梅崎司と共にプレーしている。高校3年時に、長谷川健太にスカウトされ浜松大学に進学するも、チームの方針に合わず僅か3ヶ月で自主退学している。
大学中退後、地元大分に戻り様々なアルバイトを経験。20歳の時に上京し、スカウトをきっかけに俳優の道を志すようになる。当時は劇団にも所属しており、舞台を中心に活動し、2008年にCM『第87回全国高等学校サッカー選手権大会 PUMA』で三浦知良のアシスタントを務める。翌年、他CMで内田篤人のアシスタントのオファーを受け、本人は強く熱望したが、映画のスケジュールが入っていた為、断念せざるを得なかった。その後、映画が一旦制作中止となり、結局両方ともできなかったことに当時相当ショックを受けたと語っている。2009年に雷鳥社より出版された『東京貧乏宇宙』、『青空サプリ』に掲載される。2010年に単独で広島県にオーディションを受けに行き、映画『BADBOYS』（窪田崇監督）に出演する機会を得る。これが長編映画初出演で、慣れない広島弁での演技に苦労したと言っている。2013年にCM『東京都大田区池上/東京にも帰る故郷はある』（中村毅監督）よこはまショートフィルムフェスタ2013最優秀作品に出演。現在は、映像を中心に活動を続けている。
上京当初は、共同トイレ、風呂なし物件に4年間住んでいた。家賃を低く抑えて、その分活動資金に充てていたという。
無類の映画好きで、クエンティン・タランティーノに影響を受け、レンタルビデオ店で2年間アルバイト経験がある。様々なジャンルの映画を鑑賞し知識向上に努めているという。株式会社キネマ旬報社主催の「映画検定4級」を所持している。

## サッカー成績

### 高校時
- 第14回九州クラブユースサッカー選手権大会/優勝
- 第23回九州ブロック国体/予選1位
- 第58回国民体育大会 NEW!!わかふじ国体/ベスト5
- 第11回Jリーグユース選手権大会/ベスト8
- 第27回日本クラブユースサッカー選手権 (U-18)大会/出場
- 第82回天皇杯全日本サッカー選手権大会/出場

### 大学時
- 第50回東海大学サッカー選手権大会/優勝
- 第28回総理大臣杯全日本大学サッカートーナメント/ベスト8

## 略歴
- 2007年-スカウトがきっかけで俳優を志すようになる
- 2008年-劇団にも所属し、本格的に演技を学び始める。CM『第87回全国高等学校サッカー選手権大会 PUMA』で、三浦知良のアシスタントを務める。
- 2009年-雷鳥社より出版された『東京貧乏宇宙』、『青空サプリ』に掲載される。
- 2011年-映画『BADBOYS』（窪田崇監督）で長編映画初出演。
- 2013年-CM『東京都大田区池上/東京にも帰る故郷はある』（監督：中村毅）よこはまショートフィルムフェスタ2013最優秀作品に出演。

## 出演

### 映画
- BADBOYS（2011年 全力エージェンシー）窪田崇監督

### 短編映画
- 東京ハロウィンナイト（2013年）岡田まり監督 第33回ハワイ国際映画祭入選等、世界各国映画祭入選作品
- Zombie×kill（2013年）甲嶋匠監督 学生残酷映画祭2013ノミネート作品

### Vシネマ
- 仁義52 反逆編 -（2009年 - 日本映像）松井昇監督

### CM
- 『第87回全国高等学校サッカー選手権大会 PUMA』（2008年）三浦知良-アシスタントを務める
- 東京都大田区池上/東京にも帰る故郷はある（2013年） よこはまショートフィルムフェスタ2013最優秀作品

### 舞台
- 元劇団くりびつてんぎょう劇団員
- 劇団くりびつてんぎょう第2回公演(2008年)「レールの下に横たわれ」演出：荻野欣士郎
- 劇団くりびつてんぎょう第3回公演(2008年)「誠！century」演出:水野宏太
- 劇団くりびつてんぎょう第4回公演(2009年)「超恋愛」演出：いずみよしはる
- 劇団くりびつてんぎょう第5回公演(2009年)「天国への扉」演出：山岡博美

## 書籍
- 東京貧乏宇宙（2009年雷鳥社）
- 青空サプリ（2009年雷鳥社）
- 大分から世界へ /大分トリニータ・ユースの挑戦（2012年出版芸術社）